# Partit de l'Alliberament Dominicà
El Partit de l'Alliberament Dominicà - Partido de la Liberación Dominicana, PLD, en castellà - és un partit polític de la República Dominicana fundat l'any 1973 pel professor Juan Bosch. D'ideologia de centreesquerra, orientació socialdemòcrata, és la principal força política del país d'acord amb la seva participació i últims resultats obtinguts en els processos electorals celebrats al país.

## Història
Va ser fundat el 15 de desembre de 1973 i sorgeix d'una divisió del Partit Revolucionari Dominicà (PRD) arran d'una divisió en aquest Partit Polític, tant a l'abandonament del seu fundador i màxim dirigent, al costat d'un grup d'antics membres del PRD, Juan Bosch, que des de la fundació del PRD el 1939 havia estat la figura més destacada de l'oposició a la dictadura de Trujillo (1930-1961) i, a partir del 1966, del Govern de Joaquín Balaguer. El seu propòsit va ser construir una organització que tingués com a objectiu completar l'obra de Juan Pablo Duarte: "aconseguir una pàtria lliure, sobirana i independent, en la qual imperi la Justícia social i el respecte a la dignitat humana". Per complir aquest objectiu es va entendre que era necessària la creació d'una sòlida organització, de líders, amb mètodes de treball diferents que asseguressin una sòlida disciplina, una mística arrelada i una vocació de treball pel poble dominicà, basats en el treball col·lectiu, la unificació de criteris i els principis del centralisme democràtic. Per entendre les característiques organitzatives del partit en el moment de la seva fundació cal no perdre de vista que el sorgiment d'una determinada configuració partidària és producte de causes socials o polítiques específiques. Per aquest motiu l'estructura i organització que es va donar, en els seus inicis, el PLD, sigui una conseqüència de la conjuntura existent tant en el pla nacional com en l'internacional de 1973.
El partit va sorgir pocs mesos després del fracàs del moviment guerriller encapçalat per Francisco Caamaño. Aquest fracàs va posar fi, en certa manera, a un període de la història del país caribeny que s'havia iniciat amb la revolta del 24 d'abril de 1965, esdeveniment sorgit a conseqüència del derrocament del govern presidit pel professor Juan Bosch al setembre de 1963 i que buscava el retorn d'aquest al poder. Quatre dies després d'haver-se iniciat la revolta del 24 d'abril, argumentant que es buscava impedir el sorgiment d'una nova Cuba, el govern dels Estats Units va ordenar la intervenció militar del país per tropes nord-americanes, impedint la concreció de les demandes del moviment constitucionalista i creant les condicions per al retorn al poder del Dr Balaguer, qui va governar la República Dominicana des de 1966 a 1978. Tots aquests esdeveniments van produir canvis profunds en el pensament polític de Juan Bosch, que es van expressar a través d'una sèrie de llibres i articles publicats a partir de 1968. Entre els llibres presentats pel professor Bosch en aquest període es troben: Dictadura amb Suport Popular, el Pentàgon Substitut de l'Imperialisme, Composició Social Dominicana, De Cristòfor Colom a Fidel Castro: El Carib Frontera Imperial. En aquest context la nova organització política neix compromesa amb l'ideal de l'alliberament nacional.
D'aquesta manera, el Partit sorgeix com una organització política integrada per homes i dones de vocació patriòtica, que lluita per la llibertat, el progrés i el benestar dels dominicans i els altres pobles del món, privilegiant la seva acció política a favor dels grups més desposseïts i vulnerables de la societat.

## Símbols
- El seu símbol: és l'estrella de cinc puntes.
- Color: morat (s'identifica amb aquest partit el morat, però en la pràctica s'usa porpra, a causa de la confusió dels noms dels colors.)
- Lema: "Servir el partit per a servir al Poble".
- Fundador: Prof. Juan Bosch